# Vicente Vázquez Canónico
Vicente Vázquez Canónico es un escultor español,  nacido en Gijón  (Asturias) el 25 de febrero de 1937.
Estudió en la Escuela de Artes Aplicadas y Oficios Artísticos de San Salvador de Oviedo y en la Escuela Superior de Bellas Artes de San Fernando de Madrid.
Su primera exposición colectiva tuvo lugar en 1957 en el Real Instituto de Jovellanos de Gijón con la obra pictórica “Marina”, que puede considerarse como un ejercicio de color, luz y forma.
No fue hasta 1976 cuando lleva a cabo su primera exposición individual en las galerías de la Obra Social y Cultural de Caja de Ahorros de Asturias, recibiendo gran acogida de crítica y público. A partir de este momento sus obras empiezan a exponerse en  diversas ciudades españolas como: Madrid, Orense, Vigo, Barcelona, Pontevedra o Sevilla.
Nuevamente expuso su obra en las galerías de la Obra Social y Cultural de Caja de Ahorros de Asturias en los años 1978 y 1983, así como en otras salas de exposiciones como la  del Ministerio de Cultura de Orense (los años 1980, 1981, 1982, 1983 y 1986); en Niort (Francia) en 1984; en León (1992) y en el Museo Antón de Candás en 1999.
El Centro de Arte Ciudad de Oviedo organizó una exposición antológica de su obra, el año 1998, bajo el título “Desde el vacío interior a la esencialidad”.  También ha llevado a cabo varias esculturas públicas como “Lucha erótica” (1980) para el Ayuntamiento de Porriño (Pontevedra);  “Ánade”, “ Homenaje a Galicia” (1984), para los jardines del Castillo de Sotomayor en Pontevedra;  el diseño del parque Alcalde Gonzalo Ordóñez, en Porriño; el retrato de “Juan de Borbón”, la fuente de “Las Palomas” en Oviedo y el busto de “Isabel II” en la Universidad de esta misma ciudad.
También pueden contemplarse obras suyas en el  Museo Provincial de Orense, en la Real Basílica de Covadonga, así como en las Cajas de Ahorros de Asturias y de Orense. Así como en museos de otros países, su obra “Nadador “ puede encontrarse en el museo que Internacional Swimming Hall of Fame posee en Florida (EE. UU.), la cual se utilizó como símbolo para el Campeonato del Mundo de Natación celebrado en Madrid en 1986.
Además pueden encontrase obras de Vicente Vázquez Canónico en numerosas colecciones particulares, así como en diversos países como Italia, Francia, Checoslovaquia, Gran Bretaña, Canadá, Alemania, Noruega, Venezuela, Marruecos, Chile, EE. UU.,  o Japón entre otros.
Puede considerarse una de sus obras más representativas  el busto que modeló de Su Alteza Real Don Juan Carlos de Borbón, Conde de Barcelona, la cual se encuentra actualmente  ubicada en el paseo marítimo de la villa asturiana de Candás (capital del concejo de Carreño).
Vicente Vázquez canónico, no sólo se ha dedicado a la escultura, sino que su creación artística abarca también la pintura, restauración, diseño, decoración, cartelismo, etc.
Su inspiración se encuentra en ambiente naturales, como el mar, o en el ámbito del deporte, que inspiraron obras suyas como “Tiro en balonmano” o “Punto de encuentro”.
Por otra parte, este artista ha investigado diferentes materiales para la realización de sus obras, destacando el uso de polímeros y su aplicación al campo de la creación. Ha realizado numerosas piezas utilizando este material.
En la década de los 90 realiza trabajos para la Universidad de Oviedo, la cual le encarga en 1993 la restauración del busto de Isabel II; así como para el Ayuntamiento de la mencionada ciudad, que en 1998 le encarga la ejecución de un conjunto escultórico para la plaza de Ruiz de la Peña, la conocida como “Palomas”.
También trabaja pare otras administraciones públicas, destacando por ejemplo su obra “Comunicación”, inaugurada, en el tramo de la autovía que comunica Gijón con Villaviciosa, a la altura del puente de Arroes,  en febrero de 2004, con la presencia del primer Vicepresidente del Gobierno en ese momento,  Francisco Álvarez Cascos.
Vázquez Canónico siempre ha buscado la máxima expresividad en sus obras, volcando su yo artístico en un diálogo continuo con la materia. De esta manera, su obra ha pasado por sucesivas fases evolutivas, desde la figuración hasta la abstracción. El artista gijonés y su obra han sido protagonistas en numerosas exposiciones; es, sin duda, una de las figuras asturianas más destacadas en el panorama artístico del Principado.
Ha sido distinguido con  la Medalla de la Villa de Gijón de 2008, en su categoría de plata, además de haber sido galardonado por el Colegio Politécnico de Gijón.